# Ultraleichtfluggelände Straßham

i7
i11
i13
Das Ultraleichtfluggelände Straßham ist ein Ultraleichtfluggelände im Gebiet des Gemeindeteils Straßham der Stadt Forstern im Landkreis Erding in Bayern. Der Platzhalter und Betreiber ist Josef Christler.

## Lage
Das Ultraleichtfluggelände liegt etwa 3,5 km westlich von Forstern am südwestlichen Ortsrand von Straßham.

## Flugbetrieb
Das Ultraleichtfluggelände besitzt eine Betriebsgenehmigung für Ultraleichtflugzeuge. Es ist mit einer 400 m langen und 30 m breiten Start- und Landebahn aus Gras (Richtung 03/21) ausgestattet. Nicht am Platz ansässige Piloten benötigen eine Genehmigung des Platzhalters, um in Straßham starten und landen zu dürfen (PPR). Das Ultraleichtfluggelände wurde 1996 eröffnet.

## Zwischenfälle
Am 4. Oktober 2009 stürzte ein Ultraleichtflugzeug des Typs B&F FK 9 nach einem missglückten Durchstartversuch etwa 330 m querab südöstlich der Schwelle der Start- und Landebahn ab. Der 40-jährige Pilot verstarb, sein 39-jähriger Fluggast wurde schwer verletzt.